# 19366 Sudingqiang
19366 Sudingqiang è un asteroide della fascia principale. Scoperto nel 1997, presenta un'orbita caratterizzata da un semiasse maggiore pari a 2,6858326 UA e da un'eccentricità di 0,1674987, inclinata di 13,82682° rispetto all'eclittica.